# PDF/A
PDF/A ist ein Dateiformat zur Langzeitarchivierung digitaler Dokumente, das von der International Organization for Standardization (ISO) als Teilmenge des Portable Document Format (PDF) genormt wurde. Die Norm legt fest, wie die Elemente der zugrundeliegenden PDF-Versionen im Hinblick auf die Langzeitarchivierung verwendet werden müssen. Dabei gibt es sowohl zwingend vorgeschriebene als auch nicht zugelassene Bestandteile.

## PDF/A-1
Die Norm  spezifiziert zwei Konformitätsebenen:
- PDF/A-1b – Level B (Basic) conformance: eindeutige visuelle Reproduzierbarkeit
- PDF/A-1a – Level A (Accessible) conformance: sowohl eindeutige visuelle Reproduzierbarkeit als auch Abbildbarkeit von Text nach Unicode und inhaltliche Strukturierung des Dokuments, so dass es im Sinne der Barrierefreiheit von einem Screenreader vorgelesen werden kann.
- PDF/A-1 basiert auf PDF 1.4.

- Eigenschaften von PDF/A-1b:
  - Nicht erlaubt sind Referenzen auf Ressourcen, die nicht in der Datei enthalten sind. Alle verwendeten Bilder und Schriftarten (die Begrenzung auf die verwendeten Zeichen ist erlaubt) müssen in der PDF-Datei enthalten sein.
  - Für eine eindeutige Farbdarstellung müssen Farben ausreichend definiert sein. Hier kommen Quellprofile oder ein „Output Intent“ (Beschreibung der typischen Art der Ausgabe mittels eines ICC-Profils, wie beispielsweise sRGB für bildschirmorientierte Dokumente) zur Anwendung.
  - Transparente Elemente sind nicht erlaubt.
  - Die Verwendung von JavaScript oder von Aktionen sind nicht zugelassen. Audio- oder Videodaten dürfen nicht eingebettet sein.
  - Verschlüsselungen und damit teilweises Sperren von Funktionen der Datei wie Drucken und Daten herauskopieren sind untersagt.
  - Die Verwendung patentrechtlich geschützter Komponenten, auch die Komprimierung mittels Lempel-Ziv-Welch-Algorithmus (LZW) ist untersagt. Obgleich der LZW-Kompressionsalgorithmus seit 2004 keiner Patentierung unterliegt, wurde durch die ISO dessen Verwendung ausgeschlossen. Mit ZIP steht eine ebenbürtige patentfreie Kompression zur Verfügung.
  - Die Einbettung digitaler Signaturen wird unterstützt.
  - Die Datei muss in den Metadaten im XMP-Format als PDF/A-1-konform gekennzeichnet sein.
  - Wenn weitere Metadaten eingefügt werden, muss das ebenfalls im XMP-Format als XMP-Erweiterungsschema erfolgen.

- Eigenschaften von PDF/A-1a, zusätzlich zu den Eigenschaften von PDF/A-1b:
  - Der Text muss nach Unicode abgebildet werden können.
  - Die inhaltliche Struktur der PDF/A-Datei muss mittels tagged PDF angegeben sein.

## PDF/A-2
Die Norm definiert drei Konformitätsebenen:
- PDF/A-2b – Level B (Basic) conformance: Mindestanforderung an eine PDF/A-2-Datei, garantiert das richtige Erscheinungsbild des Dokuments für eine Langzeitarchivierung.
- PDF/A-2u – Level U (Unicode-Textsemantik) conformance: Wie 2b, plus: der gesamte Text ist in Unicode abgebildet, sodass der gesamte Text indexiert und dargestellt werden kann.[2][3]
- PDF/A-2a – Level A (Accessible) conformance: Realisiert vollständig alle Anforderungen der ISO 19005-2, insbesondere alle strukturellen und semantischen Eigenschaften.
- Wesentliche Erweiterungen gegenüber PDF/A-1:
  - Basiert auf PDF 1.7 (ISO 32000-1)
  - JPEG-2000-Kompression erlaubt[4]
  - Transparente Elemente sind erlaubt
  - Ebenen erlaubt
  - OpenType-Schriftarten können eingebettet werden
  - Digitale Signaturen in Übereinstimmung mit den PAdES (PDF Advanced Electronic Signatures, ETSI TS 102 778)
  - Container: PDF/A-1-Dateien können in PDF/A-2-Dateien eingebettet werden

## PDF/A-3
Die Spezifikation von PDF/A-3 wurde am 17. Oktober 2012 veröffentlicht. Eine wesentliche Erweiterung gegenüber PDF/A-2 stellen die Container dar: Beliebige Dateitypen können in PDF/A-3 eingebettet werden. Einem PDF/A-3-Dokument können auf diesem Wege zum Beispiel die Ursprungsdaten beigefügt werden, mit denen es erstellt wurde. Der Standard regelt die Archivtauglichkeit von eingebetteten Dateien, die nicht selbst PDF/A-konform sind, nicht.
PDF/A-3 eröffnet Möglichkeiten für Elektronische Rechnungen, da nun sowohl eine Datei maschinenlesbare Daten im XML-Format enthalten sein kann als auch die archivtaugliche PDF-Ausgabe der Rechnung. Im Juni 2014 wurde der ZUGFeRD-Standard veröffentlicht, der auf PDF/A-3 aufsetzt.

## PDF/A-4
Im November 2020 wurde PDF/A-4 (oder PDF/A-NEXT) veröffentlicht; es basiert auf PDF 2.0.
Während es bei den anderen PDF/A-Versionen drei Varianten gibt, existieren bei PDF/A-4 nur zwei. Statt der bisherigen Varianten a/b/u gelten zwei neue Varianten:
- PDF/A-4f lässt auch Dateianhänge zu, die nicht PDF/A entsprechen.
- PDF/A-4e für den Engineering-Bereich erlaubt die Einbindung von 3D-Inhalten in den Formaten U3D oder PRC.[8]

## Standards
|         | Untertitel                                                 | veröffentlicht am | Standard    | beruht auf                                            | Ref.   |
| ------- | ---------------------------------------------------------- | ----------------- | ----------- | ----------------------------------------------------- | ------ |
| PDF/A-1 | Part 1: Use of PDF 1.4                                     | 2005-09-28        | ISO 19005-1 | PDF 1.4 (Adobe Systems, PDF Reference, third edition) | [ 9 ]  |
| PDF/A-2 | Part 2: Use of ISO 32000-1                                 | 2011-06-20        | ISO 19005-2 | PDF 1.7 (ISO 32000-1:2008)                            | [ 10 ] |
| PDF/A-3 | Part 3: Use of ISO 32000-1 with support for embedded files | 2012-10-15        | ISO 19005-3 | PDF 1.7 (ISO 32000-1:2008)                            | [ 11 ] |
| PDF/A-4 | Part 4: Use of ISO 32000-2                                 | 2020-11           | ISO 19005-4 | PDF 2.0 (ISO 32000-2:2020)                            | [ 12 ] |

## Gültigkeit
PDF/A-1 bleibt weiterhin in Kraft. PDF/A-1-konforme Dateien genügen auch den Anforderungen des entsprechenden PDF/A-2-Konformitätslevels. Wo PDF/A-1-Funktionen ausreichen, besteht kein zwingender Grund, auf PDF/A-2 zu wechseln.

## Überprüfung
Eine Validierung von gültigem PDF/A ist über entsprechende Prüfwerkzeuge möglich (siehe Weblinks). Diese Software-Tools sind sich jedoch häufig uneinig darüber, ob eine erzeugte Datei entsprechend PDF/A gültig ist. Der Grund dafür ist, dass die zugrundeliegenden Normen unterschiedlich interpretiert werden.

## Archivische Wertung/Empfehlung
Das Bundesarchiv empfiehlt (Stand März 2021) für die dauerhafte Aufbewahrung von digitalen Unterlagen in nachstehender Rangfolge die PDF/A-Versionen und deren Konformitätsebenen: PDF/A-2a, PDF/A-2u, PDF/A-2b. PDF/A-1a, PDF/A-1b. Eine Konvertierung zu PDF/A-3 wird nicht empfohlen.

## Kritik
Bei der Konvertierung von Dokumenten nach PDF/A ist eine visuelle Prüfung erforderlich, weil dadurch häufig Fehler in der visuellen Darstellung verursacht werden. In einer Stichprobe enthielten 11 Prozent des erzeugten PDF/A-1b-Dokuments visuelle Artefakte. Zu diesen Reproduzierbarkeitsfehlern gehörten Probleme mit Vektorgrafiken (transparente Objekte), Verlust von Links, Verlust anderer Dokumentinhalte (unlesbare Zeichen, fehlender Text, fehlender Dokumentteil), aktualisierte Felder (die die Zeit oder den Ordner der Konvertierung widerspiegeln) und Rechtschreibfehler. Archive konvertieren daher in der Regel nicht selbst nach PDF/A. Stattdessen bitten einige Archive ihre Benutzer, ein PDF/A-Dokument zur Verfügung zu stellen. Typische Computer-Setups bieten mehrere Methoden zur Konvertierung von Dokumenten nach PDF/A mit unterschiedlichen Vor- und Nachteilen.